# Johan Wellander
Johan Wellander, född 31 oktober 1735 i Linköping, död 10 mars 1783 i Stockholm, var en svensk poet och rådman i Stockholm.

## Biografi
Wellanders föräldrar var slottsvaktmästaren i Linköping Bengt Wellander och Katarina Cederberg.
Wellander studerade juridik vid Uppsala universitet från 1755. Från 1760 var han anställd vid Svea hovrätt och antogs 1763 som amanuens vid Stockholms stads justitiekollegii kuratorskontor. 1766 blev han förordnad som vice curator ad litem, ordinarie curator 1771 och förste curator ad litem 1775. 1776 valdes han av Stockholms borgerskap till rådman av litterata klassen och tillika ordförande i stadens kämnärsrätt. Han gifte sig 1777 med Sara Margareta Wennberg.
Wellander blev tidigt medlem av sällskapet Utile Dulci (föregångaren till Svenska Akademien).
Han skrev texten till musiken vid Adolf Fredriks begravning 1771 och "Sångstycken" vid Gustav III:s kröning i Storkyrkan och på rikssalen den 29 maj 1772.
Av kung Gustaf III fick Wellander i uppdrag att efter kungens plan skriva libretto till den första svenska operan Thetis och Pelée av Francesco Antonio Uttini som gavs vid invigningen av den svenska operan i Bollhuset den 18 januari 1773.
Den 16 juni 1772 invaldes Wellander som ledamot nr 49 av Kungliga Musikaliska Akademien.